# 楊正芳
楊正芳（？—？），字伯挺，號淳白，湖廣襄陽府均州人，明朝政治人物。

## 生平
萬曆十九年（1591年）辛卯科湖廣鄉試第四名舉人，二十三年（1595年）中式乙未科會試第三十一名，三甲第二十二名進士。通政司觀政，授平陽府推官，二十八年（1600年）升兵部車駕司主事，三十一年养病。

## 家族
曾祖楊宗；祖父楊鳳；父楊遇春，封平陽府推官。母黃氏（封孺人）。具慶下。妻蔡氏（封孺人）。子楊九苞、楊九德、楊九功。